# Charles Janssens (Wallonie)
 (juin 2020).
Si vous disposez d'ouvrages ou d'articles de référence ou si vous connaissez des sites web de qualité traitant du thème abordé ici, merci de compléter l'article en donnant les références utiles à sa vérifiabilité et en les liant à la section « Notes et références ».
Pour les articles homonymes, voir Charles Janssens et Janssens.
Charles J.J. Janssens (Saint-Nicolas, le 19 mai 1947) est un homme politique belge, membre du Parti socialiste. Il est commandeur[réf. nécessaire] de l'Ordre de Léopold et chevalier de l'Ordre de la Pléiade.

## Carrière politique
Membre de la Chambre des représentants de 1987 à 2003
Secrétaire de la Chambre des représentants de 1995 à 1999
Président de la Commission de l'Intérieur, des Affaires générales et de la Fonction publique de 1995 à 1999
Président de la Commission d'enquête sur la dioxine de 1999 à 2000
Chef de la délégation parlementaire belge à l'Assemblée de l'OSCE
Député wallon et de la Communauté française de 1987 à 1995 et de 2004 à 2009
Vice-Président du Parlement wallon de 2004 à 2009
Président du groupe PS au Parlement de la Communauté française de 1994 à 1995
Bourgmestre de Soumagne de 1984 à 2013